# Сабурово (Ярославская область)
Сабурово — деревня Борисоглебского района Ярославской области, входит в состав Андреевского сельского поселения.

## География
Расположена на берегу реки Устье в 2 км на восток от райцентра посёлка Борисоглебский.

## История
Сельская одноглавая каменная церковь с колокольней во имя Успения Пресв. Богородицы, Спаса Нерукотворного образа и св. Архистратига Михаила построена в 1752 году на средства прихожан.
В конце XIX — начале XX село входило в состав Борисоглебской волости Ростовского уезда Ярославской губернии. В 1885 году в селе было 24 двора.
С 1929 года село входило в состав Демьяновского сельсовета Борисоглебского района, с 1954 года — в составе Андреевского сельсовета, с 2005 года — в составе Андреевского сельского поселения.

## Население
| 1859 | 2007 | 2010 |
| ---- | ---- | ---- |
| 152  | ↘5   | ↗6   |